# Phase 2 de l'univers cinématographique Marvel
 Pour plus de détails, voir Fiche technique et Distribution
La phase 2 de l'univers cinématographique Marvel (MCU) est une série de films de super-héros américains produits par Marvel Studios basés sur des personnages qui apparaissent dans les publications de Marvel Comics.
La phase a débuté en 2013 avec la sortie d'Iron Man 3 et s'est conclue en 2015 avec la sortie d'Ant-Man. Il comprend le film croisé Avengers : L'Ère d'Ultron, également sorti en 2015. Kevin Feige a produit tous les films de la phase. Les six films de la phase ont rapporté plus de 5,2 milliards de dollars au box-office mondial et ont reçu une réponse critique et publique généralement positive.
Chris Evans est apparu le plus dans la phase, mettant en vedette ou faisant des apparitions dans quatre des films de la phase deux. Marvel Studios a créé deux autres courts métrages pour leur programme Marvel One-Shots afin d'étendre le MCU, tandis que chacun des longs métrages a reçu des bandes dessinées liées. Iron Man 3, Thor : Le Monde des ténèbres et Captain America : Le Soldat de l'hiver ont également reçu des liens de jeux vidéo, tandis que Lego Marvel's Avengers est également sorti, qui a adapté le scénario de plusieurs films de la franchise.
La phase deux, ainsi que la phase une et la phase trois, constituent La Saga de l'Infini (The Infinity Saga en version originale).

## Développement
À la suite de la sortie d'Iron Man 2 (2010), le calendrier et les modalités de distribution d'un éventuel troisième film d' Iron Man ont été remis en question à la suite d'un conflit entre Paramount Pictures, le distributeur des précédents films de Marvel Studios, dont les deux premiers films d' Iron Man, et The Walt Disney Company, alors nouvelle société mère de Marvel Entertainment. Le 18 octobre 2010, Walt Disney Studios a accepté de payer à Paramount au moins 115 $ millions pour les droits de distribution mondiaux d' Iron Man 3 (2013). En octobre suivant, le président de Marvel Studios, Kevin Feige, a déclaré que le studio commençait à regarder les films de la deuxième phase de l'univers cinématographique Marvel (MCU), qui commencerait avec Iron Man 3 et culminerait dans une suite de Avengers (2012). Feige a annoncé la liste complète des films de la phase deux au San Diego Comic-Con en juillet 2012 : Iron Man 3, Thor : Le Monde des ténèbres (2013), Captain America : Le Soldat de l'hiver (2014), Les Gardiens de la Galaxie (2014), et Avengers : L'Ère d'Ultron (2015). En janvier 2013, Feige a déclaré qu'Ant-Man (2015) serait le début de la phase trois, mais a révélé plus tard que cela avait changé et Ant-Man serait en fait le dernier film de la phase deux.
En août 2012, Marvel a signé avec Joss Whedon un contrat d'exclusivité jusqu'en juin 2015 pour le cinéma et la télévision. Avec cet accord, Whedon « contribuerait de manière créative » à la phase deux du MCU et développerait la première série télévisée se déroulant dans l'univers. En mars 2013, Whedon a élargi ses responsabilités de consultant, disant qu'il « lirait les scripts et regarderait les coupes et parlerait aux réalisateurs et aux scénaristes et donnerait mon avis », tout en écrivant du matériel si nécessaire. Une fois l'histoire d' Avengers : L'Ère d'Ultron approuvée, Whedon et Marvel Studios ont pu examiner les autres films de la Phase pour « vraiment l'exposer » afin que les choses puissent être ajustées entre les films. Malgré cela, Whedon ne voulait pas être redevable aux autres films de la deuxième phase car il voulait que les gens puissent regarder l'ère d'Ultron qui n'avaient pas vu les autres films du MCU depuis Avengers. Il a également trouvé que travailler à la télévision et dans la scénarisation était « un excellent terrain d'entraînement pour faire face à cela... parce qu'on vous donne un tas de pièces et qu'on vous dit de les adapter, même si ce n'est pas le cas ».
Un nouveau logo Marvel Studios a été créé par Imaginary Forces pour Thor: Le monde des ténèbres, avec une fanfare composée par le compositeur de Thor : Le monde des ténèbres de  Brian Tyler. Feige a expliqué qu'un nouveau logo avait été commandé pour Thor : Le monde des ténèbres puisqu'il s'agissait du premier film de Marvel Studios à ne pas avoir également de logo de distributeur en raison de l'acquisition du studio par Disney.

## Films
| Film                                   | Date de sortie aux États-Unis | Réalisateur(s)       | Scénariste(s)                                               | Producteur  |
| -------------------------------------- | ----------------------------- | -------------------- | ----------------------------------------------------------- | ----------- |
| Iron Man 3                             | 3 Mai 2013                    | Shane Black          | Drew Pearce et Shane Black                                  | Kevin Feige |
| Thor : Le Monde des ténèbres           | 8 novembre 2013               | Alan Taylor          | Christopher L. Yost et Christopher Markus & Stephen McFeely | Kevin Feige |
| Captain America : Le Soldat de l'hiver | 4 avril 2014                  | Anthony et Joe Russo | Christopher Markus et Stephen McFeely                       | Kevin Feige |
| Les Gardiens de la Galaxie             | 1er aout 2014                 | James Gunn           | James Gunn et Nicole Perlman                                | Kevin Feige |
| Avengers : L'Ère d'Ultron              | 1er mai 2015                  | Joss Whedon          | Joss Whedon                                                 | Kevin Feige |
| Ant-Man                                | 17 juillet 2015               | Peyton Reed          | Edgar Wright, Joe Cornish, Adam McKay et Paul Rudd          | Kevin Feige |

### Iron Man 3(2013)
Pour plus de détails, voir Fiche technique et Distribution.

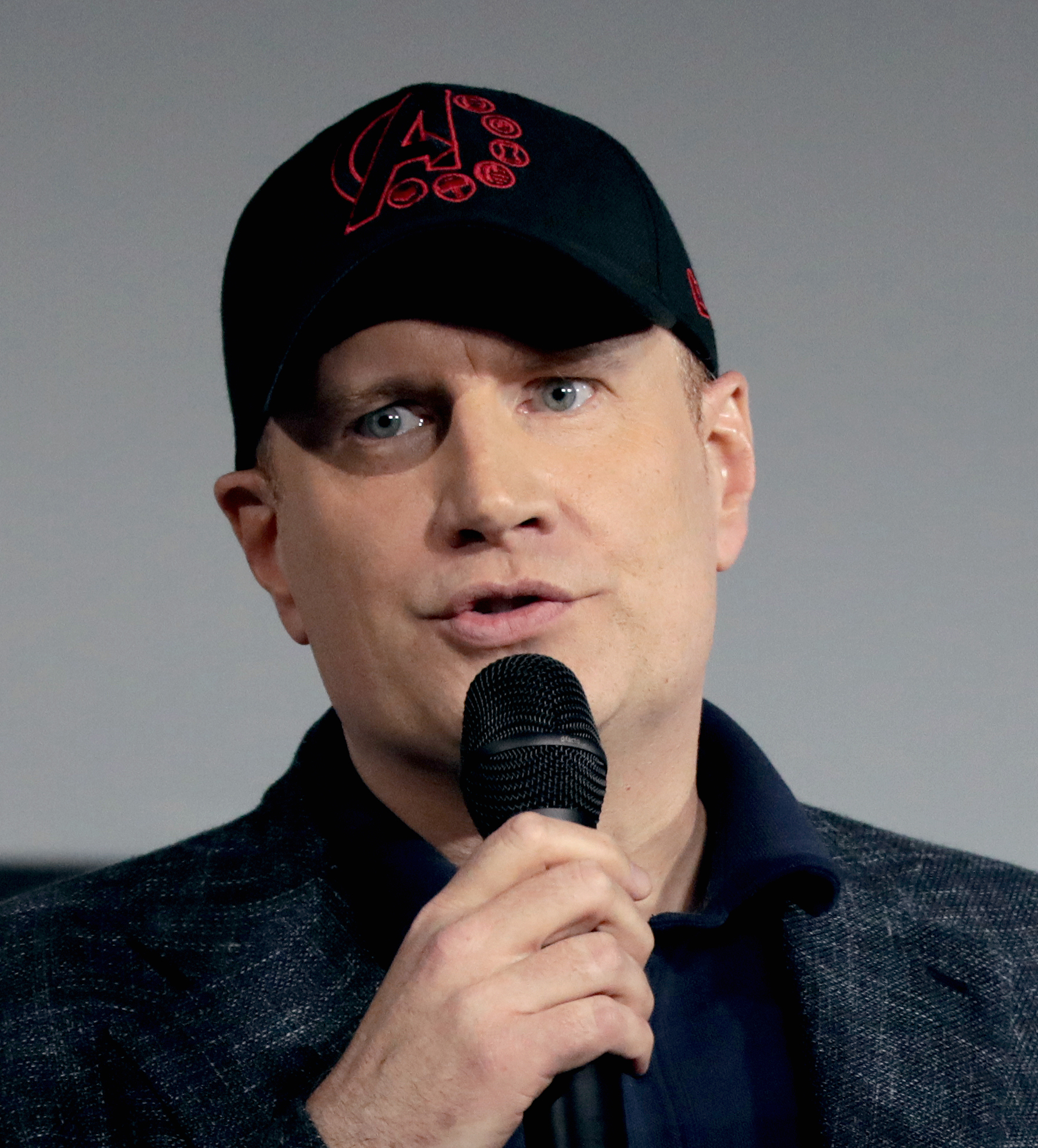
Kevin Feige a produit tous les films de l'univers cinématographique Marvel.

Tony Stark fait face à un puissant ennemi, le Mandarin, qui attaque et détruit son manoir. Laissé à lui-même et luttant contre le trouble de stress post-traumatique, Stark a du mal à aller au fond d'une série d'explosions mystérieuses.
Fin 2010, Marvel et Disney ont annoncé qu'ils développaient un troisième film Iron Man. En février 2011, Marvel engage Shane Black pour diriger Iron Man 3. Black a co-écrit le scénario du film avec Drew Pearce,. Robert Downey Jr., Gwyneth Paltrow et Don Cheadle ont repris leurs rôles d' Iron Man 2 en 2010, tandis que Guy Pearce et Ben Kingsley ont rejoint le casting en tant qu'Aldrich Killian et Trevor Slattery, respectivement. Le tournage a commencé en mai 2012, en Caroline du Nord. Des tournages supplémentaires ont eu lieu dans le sud de la Floride, en Chine, et à Los Angeles. Iron Man 3 a été créé au Grand Rex à Paris, France, le 14 avril 2013, et au El Capitan Theatre de Los Angeles, Californie, le 24 avril. Le film est sorti à l'international le 25 avril et aux États-Unis le 3 mai.
Le film se déroule en décembre 2012, après les événements de Avengers de 2012. Dans le film, Tony Stark éprouve des symptômes de type SSPT après la bataille de New York dans Avengers. Black a expliqué : « C'est une réponse anxieuse au fait de se sentir inférieur aux Avengers, mais aussi au fait d'être humilié par des visions qu'il ne peut pas commencer à comprendre ou à réconcilier avec les réalités auxquelles il est habitué... » Il y a une ligne dans le film sur « depuis que ce grand gars avec le marteau est tombé du ciel, les règles ont changé. C'est de cela qu'il s'agit ici ». Bruce Banner apparaît dans une scène post-générique, avec Mark Ruffalo reprenant le rôle. À propos de la scène, Ruffalo a déclaré : « Ils étaient sur le point de terminer le film et j'ai vu Robert [Downey, Jr.] aux Oscars... et il a dit : « Que pensez-vous de venir et de faire un jour ? » J'ai dit : « Tu te moques de moi ? Bang, allons-y ! » Nous avons en quelque sorte craché cette scène, puis je suis entré et nous avons tourné pendant quelques heures et avons ri ».

### Thor: Le monde des ténèbres(2013)
Pour plus de détails, voir Fiche technique et Distribution.
Thor retrouve l'astrophysicienne Jane Foster alors qu'une série de portails, reliant des mondes au hasard, commence à apparaître. Il découvre que Malekith et son armée d' Elfes Noirs sont revenus après des milliers d'années, et ils cherchent une arme puissante connue sous le nom d'Éther. Thor doit s'allier à son frère Loki désormais emprisonné pour les arrêter.
Une suite de Thor en 2011 a été annoncée pour la première fois en juin de la même année, Chris Hemsworth reprenant son rôle de Thor. Tom Hiddleston a confirmé qu'il reviendrait en tant que Loki en septembre et Alan Taylor a signé pour diriger le film en décembre. Le titre du film a été annoncé comme Thor: Le monde des ténèbres en juillet 2012 au San Diego Comic-Con International, et Christopher Eccleston a été choisi pour Malekith un mois plus tard. La production a commencé en septembre 2012 à Bourne Wood, Surrey, avec des tournages supplémentaires en Islande et à Londres. Le film a été créé à l'Odeon Leicester Square à Londres le 22 octobre 2013. Il est sorti à l'international le 30 octobre 2013 et le 8 novembre 2013 aux États-Unis.
Le film se déroule un an après les événements de Avengers. Chris Evans fait brièvement une apparition dans le film en tant que Captain America lorsque Loki se transforme en lui tout en se moquant de Thor. Hiddleston portait le costume de Captain America alors qu'il remplaçait Evans, avant qu'Evans ne vienne tourner la scène. Hiddleston a déclaré : « J'ai fait une impression de Loki dans le costume de Captain America, puis ils ont montré à Chris [Evans] ma performance sur bande. C'est lui qui fait une impression de moi qui fait une impression de lui. Et c'est génial ». James Gunn, le réalisateur des Gardiens de la Galaxie, a dirigé la scène de mi-crédits mettant en vedette le Collectionneur, interprété par Benicio del Toro. Interrogé sur le tournage de la scène, Gunn a déclaré : « J'ai reçu le scénario ce matin-là et je l'ai fait en deux heures à la fin d'une journée de tournage en deuxième unité [pour Les Gardiens de la Galaxie] ».

### Captain America: Le Soldat de l'hiver(2014)
Pour plus de détails, voir Fiche technique et Distribution.
Steve Rogers, qui travaille maintenant avec le Shield, fait équipe avec Natasha Romanoff / Black Widow et Sam Wilson / Falcon pour exposer une profonde conspiration qui implique un mystérieux assassin connu uniquement sous le nom du Soldat de l'hiver.
Une suite de Captain America: First Avenger de 2011 a été annoncée en avril 2012. Anthony et Joe Russo ont été embauchés pour diriger en juin et en juillet, il a été officiellement intitulé Captain America : Le soldat de l'hiver. Evans et Samuel L. Jackson devaient reprendre leurs rôles respectifs en tant que Captain America et Nick Fury, et Scarlett Johansson jouerait à nouveau la Veuve noire. Sebastian Stan, qui a incarné Bucky Barnes dans Captain America : First Avenger, est revenu en tant que soldat de l'hiver. La production a commencé en avril 2013 à Manhattan Beach, en Californie, et le tournage a également eu lieu à Washington, DC et à Cleveland, Ohio. Le film a été créé à Los Angeles le 13 mars 2014. Captain America: Le soldat de l'hiver est sorti à l'international le 26 mars et aux États-Unis le 4 avril.
Le film se déroule deux ans après les événements de Avengers. Stephen Strange est mentionné nommément dans le film par le personnage de Jasper Sitwell. Une tour Stark remodelée de Avengers, maintenant connue sous le nom de Avengers Tower, fait également une apparition dans le film. Le réalisateur des Avengers Joss Whedon a réalisé une scène post-générique mettant en vedette le baron Wolfgang von Strucker (Thomas Kretschmann), List (Henry Goodman), Pietro Maximoff (Aaron Taylor-Johnson) et Wanda Maximoff (Elizabeth Olsen), qui apparaissent dans Avengers: Age d'Ultron. La révélation dans le film que le SHIELD avait été infiltré par Hydra a informé les six derniers épisodes de la première saison des Agents du SHIELD, une série télévisée se déroulant dans le MCU.

### Les Gardiens de la Galaxie(2014)
Pour plus de détails, voir Fiche technique et Distribution.
Peter Quill / Star-Lord et un groupe d'inadaptés, dont Gamora, Rocket, Drax le Destructeur et Groot, se battent pour garder un orbe puissant des griffes du méchant Ronan.
Nicole Perlman a commencé à écrire un scénario en 2009. Marvel Studios a annoncé qu'il développait un film Les Gardiens de la Galaxie en juillet 2012. Le film est réalisé par James Gunn, basé sur son scénario et celui de Perlman. En février 2013, Chris Pratt a été choisi pour le rôle principal, en tant que Peter Quill / Star-Lord. Le film a été tourné aux studios Shepperton et à Londres de juillet à octobre 2013, et le travail de post-production a été achevé le 7 juillet 2014. Le film a été créé le 21 juillet 2014 à Hollywood. Les Gardiens de la Galaxie est sorti au Royaume-Uni le 31 juillet 2014 et aux États-Unis le 1er août.
Le film se déroule en 2014. Josh Brolin fournit la voix et la capture de performance pour Thanos, le super-vilain qui est apparu dans la scène des mi-crédits des Avengers. Gunn a noté que le film serait lié à Avengers: Infinity War de 2018.
Plusieurs autres objets d'importance apparaissent dans le musée du collectionneur, dont un Chitauri de The Avengers et un elfe noir de Thor : Le Monde des ténèbres, entre autres personnages. À propos de leurs apparitions, Gunn a déclaré : « Il y a beaucoup de choses dans le musée des collectionneurs. Et pour moi, c'était surtout très amusant. En tant que fan de Marvel, donner aux vrais fans quelque chose qu'ils peuvent figer sur leur Blu-Ray à la maison et simplement choisir tout ce qui s'y trouve. Donc il y a, je veux dire, sérieusement toutes ces boîtes ont quelque chose d'intéressant en elles, donc c'est plutôt amusant ». La race de Ronan, les Kree, a été introduite pour la première fois dans l'épisode TAHITI des Agents du SHIELD.

### Avengers: L'Ère d'Ultron(2015)
Pour plus de détails, voir Fiche technique et Distribution.

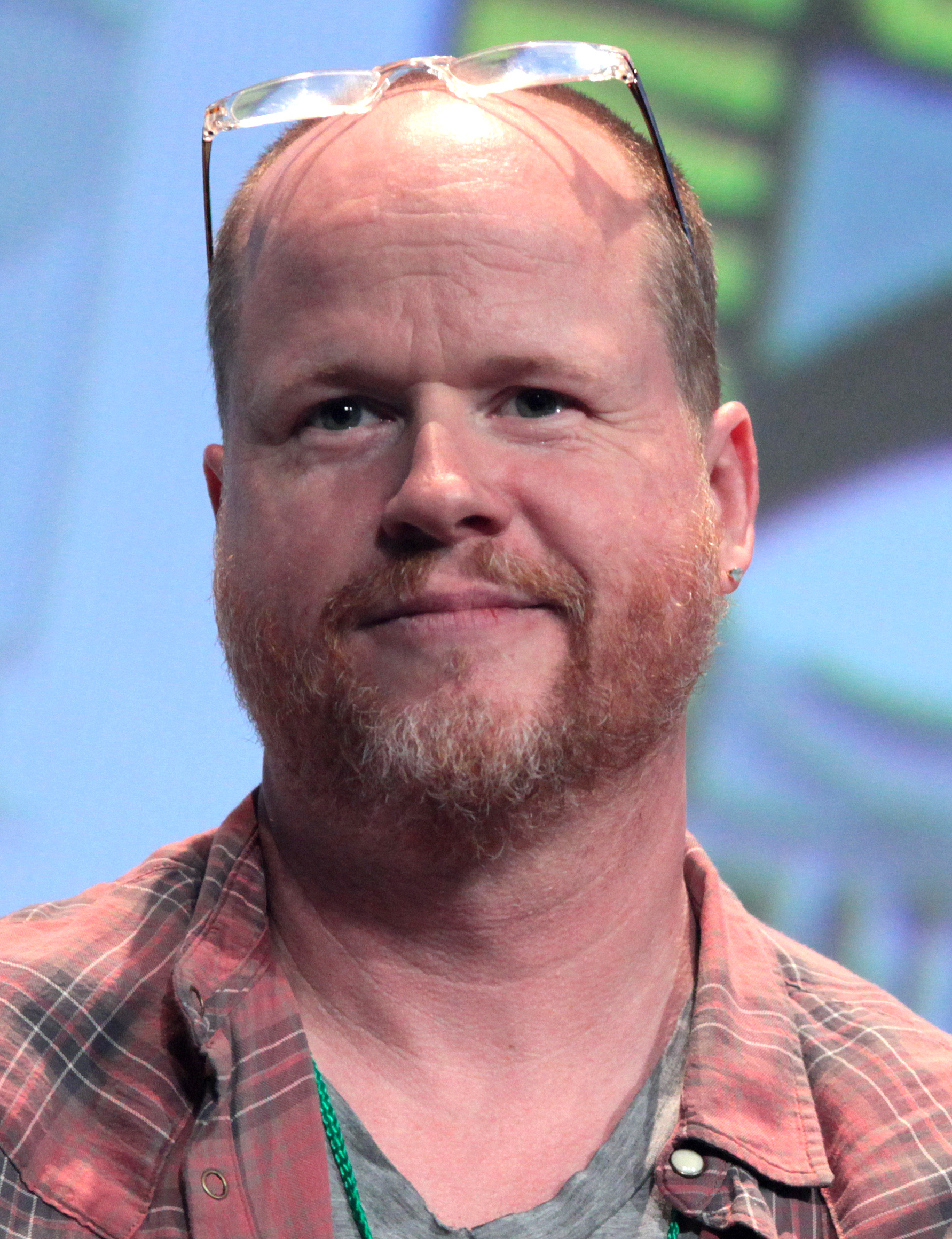
Joss Whedon, scénariste et réalisateur de Avengers et Avengers : L'ère d'Ultron

Captain America, Iron Man, Thor, Hulk, Black Widow et Hawkeye doivent travailler ensemble en tant que Avengers pour vaincre Ultron, un ennemi technologique déterminé à l'extinction humaine, tout en rencontrant les puissants jumeaux Pietro et Wanda Maximoff, ainsi que la nouvelle entité : Vision.
Une suite de Avengers a été annoncée par Disney en mai 2012, peu après la sortie du premier film. En août 2012, Joss Whedon a été signé pour revenir en tant que scénariste et réalisateur. En juin 2013, Downey a signé un accord pour reprendre le rôle d'Iron Man pour les deuxième et troisième films Avengers. Le 20 juillet 2013, au San Diego Comic-Con International, Whedon a annoncé que le sous-titre du film serait L'ère d'ultron. En août 2013, James Spader a été annoncé pour incarner Ultron. Le tournage de la deuxième unité a commencé le 11 février 2014 à Johannesburg, en Afrique du Sud. La photographie principale a commencé en mars 2014 aux studios Shepperton à Surrey, en Angleterre, avec des séquences supplémentaires filmées à Fort Bard et à divers autres endroits dans la région de la Vallée d'Aoste en Italie, et à Séoul, en Corée du Sud. Le tournage s'est terminé le 6 août 2014. Avengers: L'Ère d'Ultron a eu sa première mondiale à Los Angeles le 13 avril 2015 et est sorti internationalement à partir du 22 avril et le 1er mai aux États-Unis.
Le film confirme que le joyau du sceptre de Loki est une pierre d'infinité, en particulier la pierre d'esprit, et Brolin réapparaît sous le nom de Thanos dans la scène de mi-crédits brandissant un gantelet d'infini. Il présente également des références au vibranium et à Wakanda, tous deux liés à Black Panther, introduisant les deux dans l'univers avant le film solo de Black Panther. De plus, Andy Serkis dépeint Ulysses Klaue dans le film, traditionnellement un antagoniste de Black Panther, et apparaîtra par la suite dans Black Panther.

### Ant-Man(2015)
Pour plus de détails, voir Fiche technique et Distribution.
Le voleur Scott Lang doit aider son mentor, le Dr Hank Pym, à préserver le mystère de la technologie Ant-Man, qui permet à son utilisateur de diminuer en taille mais d'augmenter en force, contre diverses menaces et de planifier un braquage pour défendre la Terre.
Ant-Man est réalisé par Peyton Reed avec un scénario écrit par Edgar Wright & Joe Cornish et Adam McKay & Paul Rudd, d'après une histoire de Wright & Cornish, qui comprend à la fois Scott Lang et Hank Pym,. Edgar Wright devait initialement réaliser et écrire le film, mais a quitté le projet en mai 2014 en raison de différences créatives. En janvier 2013, Feige a déclaré qu'Ant-Man serait le premier film de la phase trois de l'univers cinématographique Marvel. Cependant, en octobre 2014, il a été révélé que le film serait le dernier film de la phase deux. La pré-production a commencé en octobre 2013, et la photographie principale a eu lieu d'août à décembre 2014, à San Francisco, dans le comté de Fayette, en Géorgie, aux studios Pinewood d'Atlanta, et au centre-ville d'Atlanta. En décembre 2013, Rudd a été choisi comme Ant-Man, suivi en janvier 2014 avec le casting de Michael Douglas comme Pym et la confirmation de Rudd comme Lang. Ant-Man a eu sa première mondiale à Los Angeles le 29 juin 2015 et est sorti en France le 14 juillet et aux États-Unis le 17 juillet.
Le film se déroule plusieurs mois après les événements d' Avengers : L'Ère d'Ultron. Scott Lang tente d'infiltrer le nouveau siège des Avengers dans le nord de l'État de New York présenté dans L'ère d'Ultron et affronte Sam Wilson / Le faucon, joué par Anthony Mackie. McKay et Rudd ont décidé d'ajouter Falcon à Ant-Man après avoir regardé Captain America : Le Soldat de l'hiver. Les frères Russo ont filmé la scène post-générique, qui était une séquence de Captain America: Civil War de 2016, et présente Mackie dans Falcon, Chris Evans dans Steve Rogers / Captain America et Sebastian Stan dans Bucky Barnes / Le Soldat de l'hiver.

## Courts-métrages
| Titre français    | Titre original    | Réalisation(s)   | Scénariste(s) | Présent sur ...              | Date de sortie    |
| ----------------- | ----------------- | ---------------- | ------------- | ---------------------------- | ----------------- |
| Agent Carter      | Agent Carter      | Louis D’Esposito | Eric Pearson  | Iron Man 3                   | 24 septembre 2013 |
| Longue vie au roi | All Hail the King | Drew Pearce      | Drew Pearce   | Thor : Le Monde des ténèbres | 25 février 2014   |

### Agent Carter
Un an après Captain America: First Avenger, l'agent Peggy Carter est devenue membre d'une agence d'intervention contre les forces de l'HYDRA, mais ses supérieurs la cantonnent à un poste d'analyste loin du terrain. Une nuit alors qu'elle est seule au bureau, Carter prend un appel lui donnant la localisation du Zodiac. Elle se rend alors sur place et parvient à accomplir la mission en ramenant l'échantillon de sérum. Le lendemain, son supérieur, l'agent Flynn, profond misogyne, la réprimande pour ne pas avoir suivi les procédures et malgré les arguments de Carter et l'urgence de l'intervention, elle n'est à ses yeux que l'amour du Captain qui a eu ce poste pour avoir été prise en pitié. Flynn reçoit juste après un appel : Howard Stark demande que Carter le rejoigne pour diriger le S.H.I.E.L.D avec l'aide de Dum Dum Dugan.

### Longue Vie au roi
Trevor Slattery, détenu de haute sécurité depuis Iron Man 3, purge sa peine dans la prison de Seagate. Sa réputation l'a précédé et il vit confortablement, respecté de ses co-détenus qui forment un fan club. Parmi les autres prisonniers, seul Justin Hammer se demande ce qui le rend si spécial. Slattery est contacté par un réalisateur de documentaires, Jackson Norriss, afin de retracer la carrière du Mandarin, telle que vue dans Iron Man 3. Norriss essaie de comprendre et de connaître Slattery, revenant avec lui sur son passé d'enfant acteur jusqu'à un pilote pour CBS jamais terminé. Norriss finit par révéler que les interventions télévisées de Slattery ont agacé certaines personnes, dont le leader du groupe terroriste des Dix Anneaux, ce que le comédien ignorait totalement. Norriss révèle alors que le Mandarin et le groupe terroriste existent réellement, qu'il en est lui-même membre et qu'il va faire évader Slattery pour lui faire rencontrer le véritable Mandarin. Slattery réalise alors qu'il est dans une situation qui le dépasse complètement.

## Web-série
| Série          | saison | Scénariste   | Showrunner   | Nombre d'épisodes | Diffusion originale                          |
| -------------- | ------ | ------------ | ------------ | ----------------- | -------------------------------------------- |
| WHIH Newsfront | 1      | Jérémy Adams | Jérémy Adams | 5                 | 2 juillet 2015 – 16 juillet 2015 sur YouTube |

### WHIH Newsfront (2015)
Christine Everhart présente les principales actualités de la semaine, notamment les efforts de secours en cours en Sokovie et la libération prochaine de Scott Lang. Elle revient sur l'affaire VistaCorp avec des images de sécurité de l'effraction, et s'entretient avec Darren Cross, PDG de Pym Technologies, ainsi qu'avec Scott Lang lui-même en vidéo depuis la prison de San Quentin avant sa libération.

## Chronologie
Contrairement à la phase un, la phase deux a été définie en temps relativement réel afin de simplifier la chronologie du MCU. Chaque film se déroulait à peu près en temps réel concernant Avengers (2012). Iron Man 3 se déroule environ six mois plus tard à Noël, Thor : Le monde des ténèbres se déroule un an plus tard, et Captain America : Le soldat de l'hiver se déroule deux ans après. Les Gardiens de la galaxie se déroule explicitement en 2014. Avengers : L'ère d'Ultron et Ant-Man ont mis fin à la Phase en 2015 et plusieurs mois se sont écoulés entre les films dans l'univers comme dans la vraie vie.

## Distribution et personnages récurrents
- Une cellule gris foncé indique que le Personnage n'était pas dans le film.
- Un C indique un rôle de caméo non crédité.
- Un OS indique que le personnage apparaît dans un One-Shot.
- Un V indique un rôle uniquement vocal.

| Personnages                         | Iron Man 3 (2013) | Thor : Le Monde des ténèbres (2013) | Captain America : Le Soldat de l'hiver (2014) | Les Gardiens de la Galaxie (2014) | Avengers : L'Ère d'Ultron (2015) | Ant-Man (2015)  |
| ----------------------------------- | ----------------- | ----------------------------------- | --------------------------------------------- | --------------------------------- | -------------------------------- | --------------- |
| Tony Stark Iron Man                 | Robert Downey Jr. |                                     |                                               |                                   | Robert Downey Jr.                |                 |
| Steve Rogers Captain America        |                   | Chris EvansC                        | Chris Evans                                   |                                   | Chris Evans                      | Chris EvansC    |
| Thor                                |                   | Chris Hemsworth                     |                                               |                                   | Chris Hemsworth                  |                 |
| Bruce Banner Hulk                   | Mark RuffaloC     |                                     |                                               |                                   | Mark Ruffalo                     |                 |
| Clint Barton Hawkeye                |                   |                                     |                                               |                                   | Jeremy Renner                    |                 |
| Natasha Romanoff Black Widow        |                   |                                     | Scarlett Johansson                            |                                   | Scarlett Johansson               |                 |
| Pietro Maximoff Quicksilver         |                   |                                     | Aaron Taylor-JohnsonC                         |                                   | Aaron Taylor-Johnson             |                 |
| Wanda Maximoff Scarlet Witch        |                   |                                     | Elizabeth OlsenC                              |                                   | Elizabeth Olsen                  |                 |
| James "Bucky" Barnes Winter Soldier |                   |                                     | Sebastian Stan                                |                                   |                                  | Sebastian StanC |
| Sam Wilson Falcon                   |                   |                                     | Anthony Mackie                                |                                   | Anthony Mackie                   | Anthony Mackie  |
| James "Rhodey" Rhodes War Machine   | Don Cheadle       |                                     |                                               |                                   | Don Cheadle                      |                 |
| J.A.R.V.I.S.                        | Paul BettanyV     |                                     |                                               |                                   | Paul BettanyV                    |                 |
| Vision                              |                   |                                     |                                               |                                   | Paul Bettany                     |                 |
| Peggy CarterOS                      |                   |                                     | Hayley Atwell                                 |                                   | Hayley Atwell                    | Hayley Atwell   |
| Nick Fury                           |                   |                                     | Samuel L. Jackson                             |                                   | Samuel L. Jackson                |                 |
| Heimdall                            |                   | Idris Elba                          |                                               |                                   | Idris Elba                       |                 |
| Maria Hill                          |                   |                                     | Cobie Smulders                                |                                   | Cobie Smulders                   |                 |
| Erik Selvig                         |                   | Stellan Skarsgård                   |                                               |                                   | Stellan Skarsgård                |                 |
| Taneleer Tivan Le collectionneur    |                   | Benicio del ToroC                   |                                               | Benicio del Toro                  |                                  |                 |

## Musique

### Bandes originales de films
| Titre                                                            | Date de sortie aux États-Unis | Longueur | Compositeur(s)              | Étiqueter                      |
| ---------------------------------------------------------------- | ----------------------------- | -------- | --------------------------- | ------------------------------ |
| Iron Man 3 (Bande originale du film)                             | 30 avril 2013                 | 1:15:53  | Brian Tyler                 | Hollywood Records Marvel Music |
| Thor : Le Monde des ténèbres (Bande originale du film)           | 12 novembre 2013              | 1:17:11  | Brian Tyler                 | Hollywood Records Marvel Music |
| Captain America : Le Soldat de l'hiver (Bande originale du film) | 4 janvier 2014                | 1:14:32  | Henry Jackman               | Hollywood Records Marvel Music |
| Les Gardiens de la Galaxie (Original Score)                      | 29 juillet 2014               | 1:04:34  | Tyler Bates                 | Hollywood Records Marvel Music |
| Marvel's Avengers : L'Ère d'Ultron (Bande originale du film)     | 28 mars 2015                  | 1:17:26  | Brian Tyler et Danny Elfman | Hollywood Records Marvel Music |
| Ant-Man (Bande originale du film)                                | 17 juillet 2015               | 1:05:20  | Christophe Beck             | Hollywood Records Marvel Music |

### Albums de compilation
| Titre                                                                     | Date de sortie aux États-Unis | Longueur | Étiqueter                      |
| ------------------------------------------------------------------------- | ----------------------------- | -------- | ------------------------------ |
| Iron Man 3 : Heroes Fall (musique inspirée du film)                       | 30 avril 2013                 | 44:36    | Hollywood Records Marvel Music |
| Les Gardiens de la Galaxie : Awesome Mix Vol. 1 (Bande originale du film) | 29 juillet 2014               | 44:34    | Hollywood Records Marvel Music |

## Médias domestiques
| Film                                   | Sortie DVD/Blu-ray |
| -------------------------------------- | ------------------ |
| Iron Man 3                             | 24 septembre 2013  |
| Thor : Le Monde des ténèbres           | 25 février 2014    |
| Captain America : Le Soldat de l'hiver | 9 septembre 2014   |
| Les Gardiens de la Galaxie             | 9 décembre 2014    |
| Avengers : L'Ère d'Ultron              | 2 octobre 2015     |
| Ant-Man                                | 8 décembre 2015    |

En juillet 2015, Marvel a annoncé un coffret de 13 disques intitulé Marvel Cinematic Universe: Phase Two Collection, pour une sortie le 8 décembre 2015, en exclusivité sur Amazon.com. Le coffret comprend les six films de la phase deux sur Blu-ray, Blu-ray 3D et une copie numérique, dans une réplique de l'Orbe des Gardiens de la Galaxie, ainsi qu'un disque bonus et des souvenirs exclusifs. Le matériel sur le disque bonus comprend tous les One-Shots Marvel avec des commentaires, des scènes supprimées et des fonctionnalités créatives de pré-production pour chacun des films, des featurettes sur la réalisation des scènes post-crédit pour les films et un premier regard sur Captain America: Civil War, Doctor Strange et Les Gardiens de la Galaxie Vol. 2.

## Accueil

### Performances au box-office
Les films Marvel Cinematic Universe sont la franchise cinématographique la plus rentable de tous les temps dans le monde, à la fois non ajustée et ajustée à l'inflation, ayant rapporté plus de 22,5 milliards de dollars au box-office mondial, la phase deux représentant 5,3 milliards de dollars du total. Iron Man 3 et Avengers : L'Ère d'Ultron ont chacun rapporté plus d'un milliard de dollars, devenant ainsi les deuxième et troisième films MCU à franchir le cap, derrière seulement Avengers.
| Film                                   | Date de sortie aux États-Unis | Box-office brut      | Box-office brut    | Box-office brut      | Classement de tous les temps | Classement de tous les temps | Budget           | Ref(s) |
| Film                                   | Date de sortie aux États-Unis | États-Unis et Canada | Autres territoires | À l'échelle mondiale | États-Unis et Canada         | À l'échelle mondiale         | Budget           | Ref(s) |
| -------------------------------------- | ----------------------------- | -------------------- | ------------------ | -------------------- | ---------------------------- | ---------------------------- | ---------------- | ------ |
| Iron Man 3                             | 5 mars 2013                   | 409 013 994 $        | 805 797 258 $      | 1 214 811 252 $      | 32                           | 20                           | 178,4 millions $ | ,      |
| Thor : Le Monde des ténèbres           | 8 novembre 2013               | 206 362 140 $        | 438 421 000 $      | 644 783 140 $        | 204                          | 144                          | 152,7 millions $ | ,      |
| Captain America : Le Soldat de l'Hiver | 4 avril 2014                  | 259 766 572 $        | 454 654 931 $      | 714 421 503 $        | 119                          | 117                          | 177 millions $   | [ 15 ] |
| Les Gardiens de la Galaxie             | 1er aout 2014                 | 333 718 600 $        | 439 631 547 $      | 773 350 147 $        | 66                           | 101                          | 195,9 millions $ | ,      |
| Avengers : L'Ère d'Ultron              | 1er mai 2015                  | 459 005 868 $        | 943 800 000 $      | 1 402 805 868 $      | 20                           | 11                           | 365,5 millions $ |        |
| Ant-Man                                | 17 juillet 2015               | 180 202 163 $        | 339 109 802 $      | 519 311 965 $        | 259                          | 212                          | 109,3 millions $ | ,      |
| Le total                               | Le total                      | 1 848 069 337 $      | 3 421 384 576 $    | 5 269 483 875 $      | –                            | –                            | 1,179 milliard $ |        |

### Réponse critique et publique
| Film                                   | Critique          | Critique     | Publique    |
| Film                                   | Rotten Tomatoes   | Metacritic   | CinemaScore |
| -------------------------------------- | ----------------- | ------------ | ----------- |
| Iron Man 3                             | 67% (329 reviews) | 62 (44 avis) | A           |
| Thor: Le Monde des Ténèbres            | 66% (285 reviews) | 54 (44 avis) | A−          |
| Captain America : Le Soldat de l'Hiver | 90% (306 reviews) | 70 (48 avis) | A           |
| Les Gardiens de la Galaxie             | 92% (334 reviews) | 76 (53 avis) | A           |
| Avengers: l'Ère d'Ultron               | 76% (375 reviews) | 66 (49 avis) | A           |
| Ant-Man                                | 83% (336 reviews) | 64 (44 avis) | A           |

## Médias liés

### Courts métrages
| Film              | Date de sortie aux États-Unis                             | Réalisateur      | Scénariste   | Producteur  | Communiqué de presse à domicile |
| ----------------- | --------------------------------------------------------- | ---------------- | ------------ | ----------- | ------------------------------- |
| Agent Carter      | 3 septembre 2013 (numérique) 24 septembre 2013 (physique) | Louis d'Esposito | Éric Pearson | Kevin Feige | Iron Man 3                      |
| All Hail the King | 4 février 2014 (numérique) 25 février 2014 (physique)     | Drew Pearce      | Drew Pearce  | Kevin Feige | Thor : Le Monde des ténèbres    |